# Griffith Park

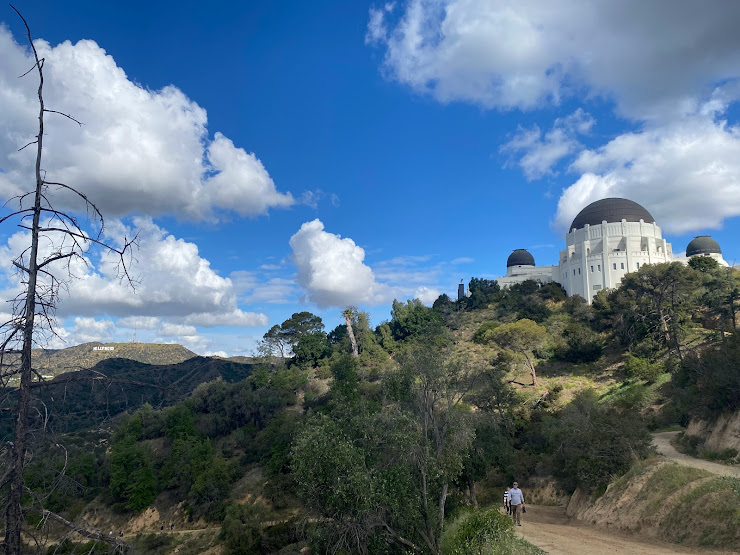
Griffith Park, med baksidan av Griffith Observatory och Hollywoodskylten i bakgrunden.

Griffith Park är en stadsägd park på en yta av 1 740 hektar som är belägen i den östra delen av Santa Monica Mountains i Los Angeles, Kalifornien, USA. I parken finns bland annat Griffith Observatory, Los Angeles Zoo och Hollywoodskylten.
Parken har ibland jämförts med Central Park i New York, men är mindre planerad och har ett naturlandskap med betydande höjdskillnader.

## Bakgrund
Parkens namn kommer från överste Griffith J. Griffith, som år 1882 köpte egendomen Rancho Los Feliz intill Los Angelesfloden, där han uppförde en strutsfarm. Under 1896 beslutade han, att donera en del av marken till staden Los Angeles för att uppföra en stadspark. Flera donationer ägde rum under årens lopp och parken utvidgade sig till den storlek som den har i dag. Vid sin död 1919 efterlämnade Griffith sig en fond, som med vilken staden 1930 uppförde amfiteatern Greek Theatre samt 1935 observatoriet, Griffith Observatory.
Den 3 oktober 1933 inträffade en förödande markbrand i Mineral Wells Canyon och 29 män dog under brandsläckningen. Händelsen anses vara den tredje värsta brandkatastrofen i USA:s historia.
Griffith Park har ofta använts som inspelningsplats för långfilmer och tv-serier som spelas i Los Angeles.